# Bryosphaeria megaspora
Bryosphaeria megaspora är en svampart som beskrevs av Spooner 1980. Bryosphaeria megaspora ingår i släktet Bryosphaeria, klassen Dothideomycetes, divisionen sporsäcksvampar och riket svampar.   Inga underarter finns listade i Catalogue of Life.